# 茉莉花莊園 (佛羅里達州)
茉莉花莊園（英語：Jasmine Estates）是位於美國佛羅里達州帕斯科縣的一個人口普查指定地區。

## 地理
茉莉花莊園的座標為28°17′37″N 82°41′30″W / 28.29361°N 82.69167°W，而該地最高點為海拔高度1米（即3英尺）。

## 人口
根據2010年美國人口普查的數據，茉莉花莊園的面積為9.50平方千米，當中陸地面積為9.30平方千米，而水域面積為0.20平方千米。當地共有人口18989人，而人口密度為每平方千米1,998人。